# Aluche
Aluche es un barrio de la ciudad de Madrid, ubicado en el distrito de Latina. Toma su nombre del arroyo Luche, que discurría por lo que actualmente es el barrio.

## Geografía
Situado junto a la Casa de Campo y la autovía A-5, limita con los barrios de Campamento, Las Águilas, Lucero, Los Cármenes y con el distrito de Carabanchel, si bien en ocasiones se incluye el barrio de Campamento y Las Águilas dentro de los límites de Aluche.

## Demografía
Según datos del Ayuntamiento de Madrid, las cifras de población son las siguientes:
| Año  | Población Total | Población Extranjera | % Población Extranjera | % Población Extranjera en el conjunto de la ciudad |
| ---- | --------------- | -------------------- | ---------------------- | -------------------------------------------------- |
| 2003 | 78.512          | 10.672               | 13'6                   | 13'4                                               |
| 2008 | 74.899          | 14.626               | 19'5                   | 17'0                                               |
| 2013 | 68.930          | 11.372               | 16'5                   | 11'4                                               |
| 2019 | 66.553          | 10.793               | 16,2                   | 14,3                                               |

En cuanto a la distribución por nacionalidades, a 1 de abril de 2019, las más numerosas eran: rumanos (1.818), hondureños (739), ecuatorianos (712), colombianos (651), peruanos (635), chinos (593), paraguayos (564) y ucranianos (544).

## Historia

### Hasta los años 1950

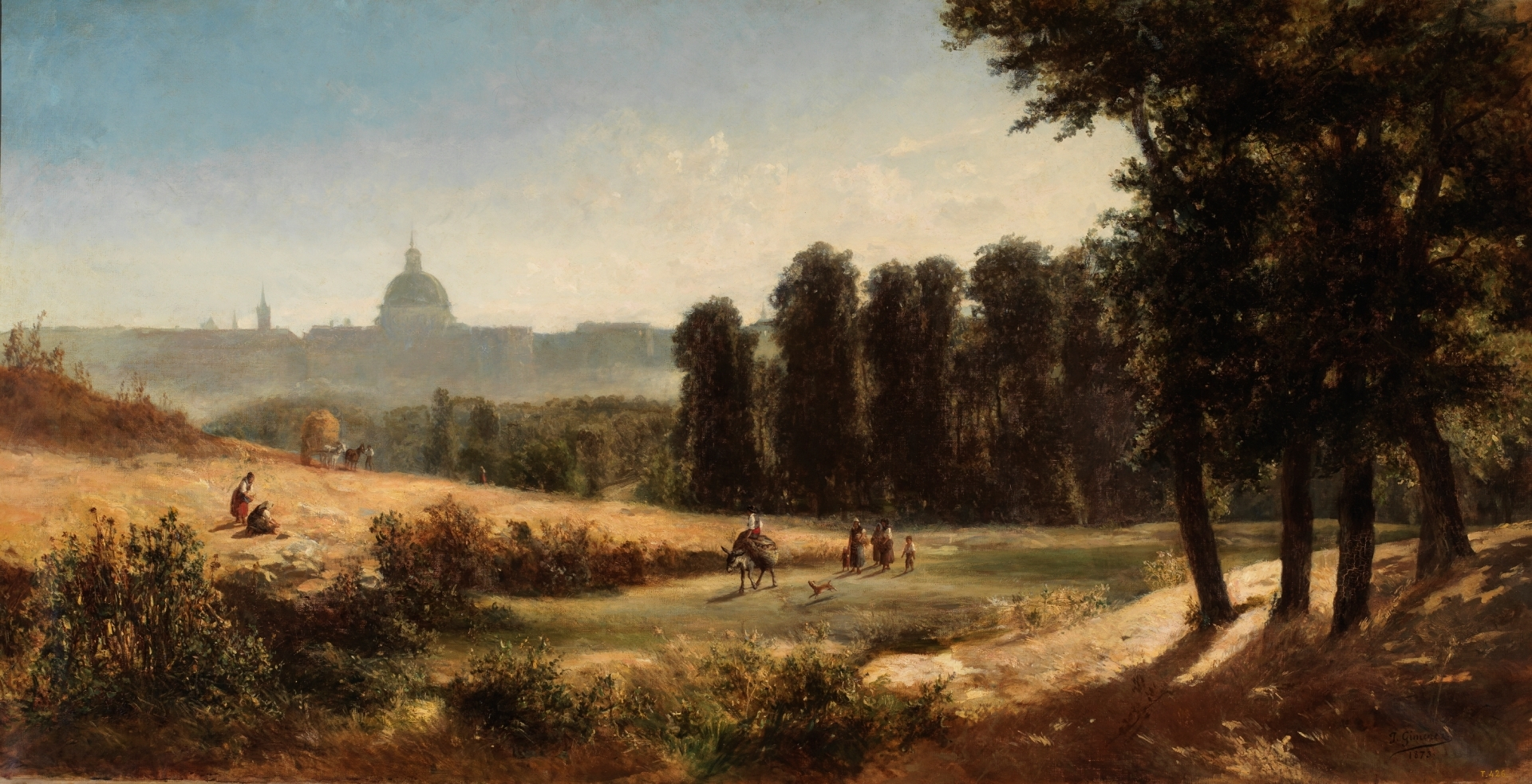
Arroyada de las huertas de Luche en 1873

Su denominación viene derivada del arroyo Luche, afluente del río Manzanares, y que regaba sus extensas huertas. 
En alguna parte del actual barrio, ya había un lugar llamado Aluche en tiempos de Felipe II, y así se le nombra en una Real Cédula de 26 de marzo de 1580 sobre delimitación de terrenos de caza: "... en passando la Puente Toledana, bolviendo sobre la mano derecha el Río arriba por lo alto de las barrancas, hasta llegar a la Ermita de San Isidro, y a el Arroyo de Luche, y yendo por el dicho Arroyo arriba, hasta llegar al exido que dizen de Aluche ...".
Más adelante existe otra referencia al Parage de Aluche en el Catastro de Ensenada, en las respuestas de los Ayuntamientos de los dos Carabancheles, en sus respuestas 4 y 12. 
"... Al quarto, que habrá cien fanegas de medir de Huerta para hortaliza y se riegan con agua de noria, y seis fanegas de la misma especia, que se riega con agua de pia y son propias del Conde de Miranda; En el parage que llaman de Aluche, inmediato a Madrid y dentro del termino y jurisdicción de estos lugares existen veinte y dos fanegas de tierra asim... de Hortaliza de primera calidad que se riegan de pie, y dos fanegas por Noria de segunda calidad, propias de Manuel Davila. Las demas tierras del termino de sembradura son de secano, que un año producen y otro descansan, haviendo una pequeña porcion de tierra plantada de Viñas, que seran trescientas fanegas de Viña, y quarenta plantadas de Retamar, siendo lo restante del termino, tierra inculta por naturaleza, Prados, Cañadas, Arroyos y Barrancos..."
"... Al doce: Que una fanega de tierra de Hortaliza de la buena y que se riega de pie, producirá al año un m... quinientos y setecientos otra de segunda o median descepcion las veinte y dos fanegas que de buena ay en la Huerta de Aluche y se riegan de pie, pues por su inmediación a Madrid, producirá tres mil Rs cada fanega y setecientos cada una de las dos fanegas que ay en dicha Huerta, que no se riegan de pie y son propias de Manuel Davila: Que una fanega de tierra calva y de secano de la mejor calidad, en que se siembra Cevada, rinde con una ordinaria cultura y año de intermediez y siete fanegas: Otra de la mediana sembrada de trigo y produce nueve, y una de tercera rinde asi mismo seis fanegas de trigo: Jaunque en algunos años se acostubran coger garvanzos, guisantes y centeno es de mui corta entidad y mas contingente este efecto, y en las pocas veces que se siembra en especial el garvanzo deja tan quemada la tierra, que o no se hecha en ella en dos o tres años ot mixtura o si se hace no llega sup... to con una mitad a lo que corresponde segun su calidad, por cuio motivo s embebido eltanto que rinden las minucias en el producto quedan por supuesto en cada fanega de las clives: que una axanzada de vino de buena calidad, produce un año como otro ocho arrovas de Vino, la de me--- na calidad cinco: y la de tercera tres...".
Una de sus más importantes calles es la calle Illescas que comienza en la carretera de Extremadura y termina en el Hospital Militar Gómez Ulla. Antiguamente, con un recorrido similar , estuvo el Camino de la Huerta del General y algo después la Vereda del Soldado, que unía el citado centro sanitario con las edificaciones castrenses de Campamento. Cerca del sitio en que dicha calle se cruza hoy con el parque Aluche, tuvo lugar el famoso crimen de la encajera, llamada Luciana Rodríguez, cuyo cadáver fue descubierto por unos pastores en la mañana del 13 de marzo de 1932. También, cerca de allí pasaba el ferrocarril que desde la no muy lejana estación de Goya llegaba hasta Almorox y que dejó de funcionar el 1 de julio de 1970

### Años 1960 y 1970
El actual barrio forma parte la Ciudad Parque Aluche, cuyo plan parcial de ordenación se terminó en 1960, enfocado a que fuera no solo un núcleo de viviendas sino también de equipamientos y servicios suficientes para atender las necesidades de sus habitantes.
Tras la formación de los primeros grupos de viviendas por iniciativa social o de cooperativas, y una vez dotada la zona de las infraestructuras suficientes, la zona se revalorizó. En los años sucesivos se construyeron numerosas viviendas por iniciativa privada con precios y calidades cada vez mayores. Esto causó una fuerte densificación, pues algunas construcciones se fueron elevando excesivamente formando torres de hasta 17 pisos.
El arranque de su gran despliegue vino como consecuencia de la inauguración del metro el 6 de enero de 1961, que se enlazaría 5 años más tarde con la línea 5 de metro. Siguieron otros factores: un comercio cada vez más ambicioso y unos servicios que fueron aumentando en cantidad y en calidad.

### Años 1980 y 1990
Tras una etapa en la década de 1980 en la que el barrio, como muchos de la capital, se vio azotado por el contrabando y consumo de droga y la pequeña delincuencia que conlleva, la zona se revalorizó y se ampliaron las dotaciones públicas y los servicios comerciales. En el plano de los sucesos, el barrio saltó a las portadas de los periódicos de ámbito nacional cuando, el 2 de marzo de 1989, un helicóptero, en un aparatoso accidente, se estrelló contra el patio del IES Blas de Otero, provocando tres víctimas mortales. De nuevo en 1991 Aluche fue escenario de un hecho dramático con el atentado terrorista de ETA, el 17 de octubre, que provocó gravísimas lesiones a la funcionaria María Jesús González y a su hija, en aquel momento de tan solo 12 años, Irene Villa.

### SigloXXI
Desde la década de los 2000 se han asentado diferentes colonias de inmigrantes, especialmente de Polonia, Rumanía, Ucrania e Hispanoamérica.
En los años más recientes uno de los asuntos recurrentes en la vida vecinal fue el destino previsto en los terrenos de la antigua cárcel de Carabanchel, colindante con el barrio. En una parte de él, y pese a la oposición de los vecinos, en 2005 se instaló uno de los nueve Centros de Internamiento de Extranjeros existentes en España, así como la Comisaría del distrito de Latina.
Desde 2015, por decisión del Ayuntamiento de Madrid el parque Arias Navarro pasa a llamarse parque Aluche.
En mayo de 2020 el barrio volvió a saltar a las primeras páginas de los principales diarios españoles como consecuencia de las imágenes de cientos de personas haciendo cola ante la Asociación de Vecinos de Aluche para conseguir algo de comida. Esta situación de precariedad fue la consecuencia de los efectos sobre las economías domésticas de la pandemia de COVID-19 y la consiguiente cuarentena. La gravedad de lo que se dio en llamar las colas del hambre provocó que se pronunciaran sobre la dramática situación que se vivía en el barrio, desde el Vicepresidente Segundo del Gobierno, Pablo Iglesias y la ministra de Trabajo, Yolanda Díaz hasta el líder del primer partido de la oposición, Pablo Casado, pasando por el alcalde la ciudad José Luis Martínez-Almeida y el presidente de Más País, Íñigo Errejón.
La Asociación de Vecinos de Aluche, que ya era una referencia en el barrio desde su fundación en 1974, ha adquirido un papel central en la vida del barrio desde la crisis económica acentuada por la COVID-19 convirtiéndose en "un caso único de resistencia vecinal" y llegando a proporcionar alimentos y productos básicos hasta a más de mil familias del barrio. Desde el espacio de AVA han surgido también proyectos vecinales con la intención de atajar la brecha digital, reparando y repartiendo ordenadores para que los niños con menos recursos pudieran asistir a las clases telemáticas.
Aluche fue noticia en 2021 por haber comenzado lo que varios medios han llamado una "guerra contra las casas de apuestas". El barrio es el quinto con más casas de apuestas de Madrid llegando a sumar hasta doce de estas. Aluche ha sido el primer barrio de Madrid en el que las movilizaciones vecinales han conseguido una victoria contra este tipo de locales, cerrando el que se planteaba abrir en la calle Quero 61, a menos de 25 metros del colegio público Parque Aluche.

## Transportes

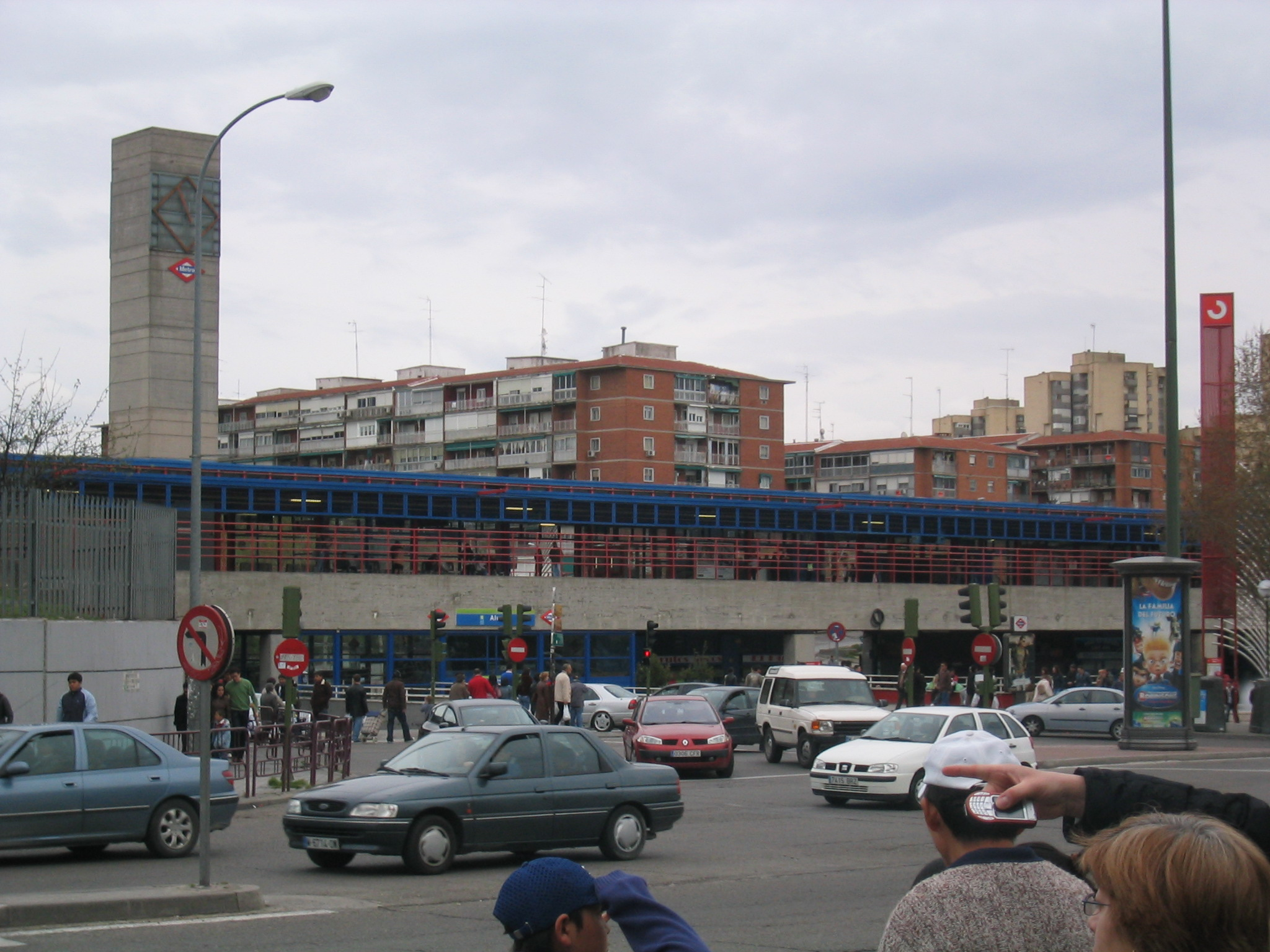
Imagen del intercambiador de Aluche.

### Cercanías Madrid
Se encuentra dentro de este barrio la estación de Aluche, perteneciente a la línea C-5

### Metro de Madrid
- : da servicio al barrio de Aluche con las estaciones de Carabanchel, Eugenia de Montijo, Aluche, Empalme, Campamento y Casa de Campo.
- : da servicio al barrio con la estación de Carpetana

### Autobuses
Son varias las líneas urbanas e interurbanas que recorren los barrios de este distrito.

#### Líneas urbanas
Dentro de la red de la Empresa Municipal de Transportes de Madrid, las siguientes líneas prestan servicio al barrio:
| Línea | Terminales                                      |
| ----- | ----------------------------------------------- |
| 17    | Plaza Mayor – Parque Europa                     |
| 25    | Plaza de España – Casa de Campo                 |
| 31    | Plaza Mayor – Aluche                            |
| 36    | Atocha – Campamento                             |
| 39    | Plaza de España – Colonia San Ignacio de Loyola |
| 55    | Atocha – Batán                                  |
| 121   | Campamento – Hospital 12 de Octubre             |
| 131   | Campamento – Villaverde Alto                    |
| 138   | Cristo Rey – Colonia San Ignacio de Loyola      |
| 139   | Dehesa del Príncipe – Carabanchel Alto          |
| 155   | Plaza Elíptica – Aluche                         |
| H     | Aluche – Campus de Somosaguas                   |
| N17   | Cibeles – Carabanchel Alto                      |
| N18   | Cibeles – Las Águilas                           |
| N19   | Cibeles – Colonia San Ignacio de Loyola         |
| N26   | Alonso Martínez – Aluche                        |

## Urbanizaciones
En la parte Oriental del barrio se ubican las colonias de Puerto Chico y Almodóvar, que cuenta con las edificaciones más antiguas de la zona. Más al oeste, frente al parque de Aluche, se encuentra la colonia de San Bruno. Cabe igualmente mencionar las colonias de Copasa, la Sagrada Familia, Covijo, Diamante y las del grupo Indocasa.

## Centros educativos
- Centro Autorizado Elemental de Música Serra
- Centro Concertado de Educación Infantil Primaria Secundaria y bachillerato SSCC Enriqueta Aymer
- Centro Concertado de Educación Infantil Primaria Secundaria y bachillerato Institución La Salle
- Centro Concertado de Educación Infantil Primaria y Secundaria Beata Filipina
- Centro Concertado de Educación Infantil La Anunciata
- Centro Concertado de Educación Infantil Primaria Secundaria y bachillerato (Privado) Gamo Diana
- Centro Concertado de Educación Infantil Primaria y Secundaria Ntra. Sra. de Las Escuelas Pías
- Centro Concertado de Educación Infantil y Primaria Luis Feito
- Centro Concertado de Educación Infantil y Primaria Nebrija-Rosales
- Centro Concertado de Educación Primaria y Secundaria San Juan García
- Centro Concertado de Formación Profesional Específica Escuela Politécnica Giner
- Centro Privado de Educación Infantil AEIOU
- Centro Privado de Educación Infantil Albéniz 2
- Centro Privado de Educación Infantil Arlequín
- Centro Privado de Educación Infantil El Rey de la Casa
- Centro Privado de Educación Infantil Mínimos y Diminutos
- Centro Privado de Educación Infantil Pequeños Bichitos
- Centro Privado de Educación Infantil Picolos
- Centro Privado de Educación Infantil Projardin Aluche
- Centro Privado de Educación Infantil Villanatal
- Centro Privado de Educación Infantil Primaria y Secundaria Arcángel Rafael
- Centro Privado de Educación Infantil Primaria y Secundaria Santa Gema de Galgani
- Centro Privado de Formación Profesional Específica Ceu II - Instituto Superior de Estudios Profesionales
- Centro Público de Educación de Personas Adultas Aluche
- Colegio Público de Educación Especial Fray Pedro Ponce de León
- CEIP Amadeo Vives (público)
- CEIP Alcalde de Móstoles (público)
- CEIP Costa Rica (público)
- CEIP Cuba (público).
- CEIP Hernán Cortes (público)
- CEIP La Latina (público).
- CEIP Jovellanos (público)
- CEIP Parque Aluche (público)
- Escuela Infantil Pública Amadeo Vives
- Escuela infantil privada Santa Elena
- IES Mariano Josè de Larra
- IES Blas de Otero
- IES Iturralde
- IES Parque Aluche
- IES María de Molina

## Centros sanitarios
- Hospital Central de la Defensa
- Centro de salud Los Yébenes. C/ Los Yébenes  n.º 46, 28047 Madrid.
- Centro de salud Maqueda. C/ Seseña n.º 44, 28024 Madrid.

## Lugares de interés
- Parque Aluche.
- Polideportivo de Aluche (Las Águilas).
- Parque de las Cruces (Carabanchel).
- Blacky_pub (Las Águilas).